# فاسترفوكس
Fasterfox هي إضافة من إضافات موزيلا فايرفوكس الذي يوفر واجهة لتعديل بعض الإعدادات المتعلقة بالأداء مثل اتصال متصفح الشبكة، التخزين، التوقيت، فضلاً عن توفر ميزةجلب الروابطمسبقا. هذه التغييرات يمكن أن تقلل (أو تزيد في الحالات النادرة) من وقت تحميل الصفحات. منذ عام 2006، الإصدار 2.0.0 الأصلي لهذه الإضافة لم يتم تطويرها من قبل المطور توني جينتيلكور (Tony Gentilcore)، وهذا الإصدار غير متوافق مع فايرفوكس 3.0 أو ما بعده. منذ شهر نوفمبر 2008، أُصدرت إضافات بديلة تتوافق مع فايرفوكس 3.0 مثل Fasterfox (التي طورها spinball)، وFasterfox لايت من BigRedBrent.

## التحسين (Optimization)
تم توفير واجهة لضبط مجموعة من إعدادات الشبكات. وهي تسمح بتعديل التالي:
- تقسيم بروتوكول نقل النص التشعبي(HTTP Pipelining)
- ذاكرة المعالج (Memory caching)
- قرص التخزين المؤقت (Disk caching)
- ذاكرة نطاق الاتصال (DNS caching)
- ذاكرة الاسترجاع (FastBack caching)

### الجلب (أو التحميل) المسبق للروابط (Prefetching)
مع تفعيل إضافة فاسترفوكس (Fasterfox)، سيقوم المتصفح بتحميل الروابط والوصلات مسبقا الموجودة في الصفحة.
وبهذا، إذا (أو متى) تم نقر أحد هذه الوصلات، سيأخذ جزءاً ضئيلاً من الوقت فقط لتحميل الصفحة، بما أن تلك الصفحة تم تحميلها مسبقا 
يمكن للمستخدمين تعطيل هذا الخيار.
Fasterfox الإصدار 1.0.1 وما بعده يختبر ملف robots.txt الموجود  في المجلد الرئيسيي (root folder) لمعرفة ما إذا كان ينبغي جلب الصفحة مسبقاً أو لا.

#### أنواع الملفات المسبقة الجلب (Prefetched file types)
عندما يتم تفعيل Fasterfox، سيقوم فايرفوكس مسبقاً بتحميل جميع الروابط ذات الملحقات التالية:
- . gif
- .htm و.html
- (jpg. و.jpeg
- .pdf
- بي إن جي (صيغة ملفات)
- .txt و.text
- . xml

ولكن باستثناء الروابط التي تكون متغيرة دائماً.

#### الجدل المقام حول الجلب المسبق للروابط (Forced Prefetch controversy)
التحميل المسبق عنوةً للروابط، أو تحميل الصفحات التي لا يمكن تحميلها مسبقًا هي ما يثير الجدل لهذه الخاصية، والأسباب هي:
- انها ليست متوافقة مع المعايير (مع أن الجلب المسبق (Prefetching) في حد ذاته يعتبر معيارًا)
- يتم تحميل الروابط مسبقاً، بصرف النظر عما إذا كانت ستعرض لاحقًا أم لا.
  - سيخلق ذلك أضرارًا على إحصائيات الموقع.
  - يؤدي إلى إبطاء التصفح بسبب امتلاء الذاكرة (Cache Pollution).
  - تحميل الصفحات الزائد هذا يؤدي إلى حاجة صاحب الموقع إلى زيادة النطاق (Bandwidth) المستخدم وبالتالي الزيادة في دفعه للمال.
  - تحميل الصفحات الزائد هذا يؤدي إلى حاجة المستخدم إلى زيادة النطاق (Bandwidth) المستخدم في التصفح وبالتالي الزيادة في دفعه للمال.
  - تحميل الروابط الإعلانية مسبقاً قد تكون مشكلة من الناحية الأخلاقية والقانونية—انظر نقر الاحتيال (Click fraud).
- بعض الروابط لا يمكن تخزينها
  - المحتوى المتغير (Dynamic content) لا يمكن تخزينه أساساً
  - بعض الصفحات تم صنعها بحيث أن لا تكون قابلة للتخزين
- بعض المواقع قد تفشل، والتصفح فيها يكون مزعجاً
  - الآثار الجانبية غير المقصودة والتي تنسب أداء عملها إلى روابط (مثل الضغط على «إلغاء» أو «حذف»)
  - قد يتلقى المستخدمون رسائل خطأ (error messages) عند الاتصال بالصفحات التي لم يقوموا أصلاً بتصفحها[4]
- بعض أصحاب المواقع قد يمنعون بعض المتصفحات من دخول صفحاتهم إن كان دخولهم آلياً، أو بكل بساطة تمنع المتصفحات التي تستخدم إضافة فاسترفوكس (Fasterfox)

#### الحجب (Blocking)
كما ذكر أعلاه، بعض المواقع تستخدم ملفها robots.txt لمنع Fasterfox من تحميل الروابط مسبقاً إلى وثائقها (أو بعض وثائقها). العديد من المواقع تفعل ذلك من أجل تخفيض تكاليفها والتقليل من النطاق الترددي لتحسين القدرة على الاستجابة.

### حجب النوافذ الدعائية (Pop-Up Blocker)
Fasterfox أيضا يحجب النوافذ الدعائية التي تظهر نتيجة لبعض الإضافات

## الروابط الخارجية
- Fasterfox نسخة محفوظة 27 يناير 2008 على موقع واي باك مشين. الصفحة الرئيسية
- Fasterfox صفحة التثبيت يتضمن سجل التغيير
- Fasterfox الصور
- Fasterfox أسئلة وأجوبة نسخة محفوظة 10 أبريل 2019 على موقع واي باك مشين.
- Softpedia Fasterfox مراجعة